# Formulario mathematico
Il Formulario Mathematico (in latino sine flexione: Formulario Matematico) è un libro scritto da Giuseppe Peano che esprime molti teoremi fondamentali della matematica utilizzando simboli logici sviluppati dallo stesso Peano. È stato scritto in latino sine flexione, ed è stato per la prima volta pubblicato nel 1895 e dopo varie revisioni l'ultima pubblicazione risale al 1908.
In questo lavoro Peano fu assistito da Giovanni Vailati, Mario Pieri, Alessandro Padoa, Giovanni Vacca, Vincenzo Vivanti, Gino Fano e Cesare Burali-Forti.
Molti dei simboli e delle abbreviazioni introdotte nel libro sono entrati nell'uso comune dei matematici. Alcuni dei simboli più noti sono ∈, ⊂, ∩, ∪ e A−B.